# Inskjutning
Inskjutning är när man gör provskott med eldvapen för att få den information man behöver för att korrigera riktmedlen.
En vapentyps skjutegenskaper och spridning undersöks genom tabellinskjutning, som sker bland annat under vissa väderleksförhållanden och på exakta avstånd. Resultaten av sådan inskjutning sammanställs i tabeller, vilka ligger till grund för fältmässig inskjutning, som görs för att korrigera yttre, tillfälliga omständigheter.
Inskjutning inleder varje större skjutning med artilleri.